# Richard Frank
Richard Frank (* 27. März 1894 in Leimerwitz; † 22. August 1980 in Berlin) war ein Politiker der deutschen Minderheit in der Zweiten Polnischen Republik (KVP) und ehemaliger Abgeordneter des Schlesischen Parlaments.

## Leben
Richard Frank besuchte 1900 bis 1908 die Volksschule in Leirnerwitz und Beuthen. 1908 bis 1914 arbeitete er in den Feinblechwalzwerken in Friedenshütte und in der Gewerkschaft Deutscher Kaiser in Hamborn. Im Ersten Weltkrieg leistete er 1915 bis Ende 1916 in Frankreich Kriegsdienst. In den Jahren 1917–1921 war er Walzer in der Friedenshütte und ab dem 1. Februar 1921 hauptamtlicher Gewerkschaftssekretär des Christlichen Metallarbeiterverbandes Deutschlands. 1922 bis 1935 war er Sekretär der Christlichen Gewerkschaften in Polen-Oberschlesien.
1919 bis 1922 war er Mitglied und Funktionär der Zentrumspartei und 1922 bis 1936 der KVP/DKV. Im Mai 1930 wurde er für seine Partei in den Schlesischen Sejm gewählt. Bei den Wahlen im November 1930 wurde er wiedergewählt. Im schlesischen Parlament war er Schriftführer und Mitglied des Präsidiums des II. Schlesischen Sejms.
Nachdem am 24. März 1935 die deutschen Gewerkschaften als Gewerkschaft deutscher Arbeiter in Polen (GDA) zusammengeschlossen wurden, wurde Richard Frank Vorstandsmitglied. 1939 siedelte Richard Frank nach Berlin-Wilmersdorf um, wo er bis zu seinem Tode lebte. Am 16. Januar 1941 beantragte er die Aufnahme in die NSDAP und wurde zum 1. April desselben Jahres aufgenommen (Mitgliedsnummer 8.735.880). Beruflich arbeitete er als Sachbearbeiter bei der Reichsknappschaft Berlin-Wilmersdorf.